# Eugen Weidner
Eugen Weidner (* 9. November 1911; † unbekannt) war ein deutscher Fußballspieler.

## Leben
Der linke Verteidiger spielte in der Jugend für den VfB Stuttgart und war dort ab 1930 auch in der ersten Mannschaft aktiv. In der Bezirksliga Württemberg/Baden kam er bei 44 Einsätzen für die Stuttgarter auf 21 Torerfolge. In der Gauliga Württemberg spielte Weidner 65 Mal für die Schwaben und in Endrunden um die Deutsche Meisterschaft kam er auf neun Einsätze für den VfB. Mit den Weiß-Roten gewann der zumeist linker Verteidiger spielende Defensivakteur in den Jahren 1935, 1937 und 1938 jeweils die Meisterschaft in der Gauliga Württemberg. Als Weidner 1935 mit dem VfB Stuttgart deutscher Vizemeister wurde, war er abgesehen vom Endspiel, in dem er mit einer Verletzung ausfiel, in allen Meisterschafts-Endrundenspielen gegen den FC Hanau 93, SV Jena und die SpVgg Fürth im Einsatz. Das VfB-Verteidigerpaar bildete in der Gruppenphase und im Halbfinale gegen den VfL Benrath – betreut wurde der VfB in der Endrunde von Fritz Teufel – Eugen Weidner mit Franz Seybold. Während seiner aktiven Karriere spielte Weidner auch für die SpVgg Öhringen.